# Nidema boothii
Nidema boothii es una planta perteneciente a la familia de las orquídeas.
Planta de tamaño pequeño hasta los 2 dm de altura; especie epífita, crece sobre los troncos de algunos árboles en lugares de clima templado, soporta desde los 6 y hasta los 31 °C de temperatura, en alturas de 1500 a 2500 m s. n. m.
Se distribuye en el estado de Veracruz en las ciudades de Coatepec, Xico y Teocelo.
Su inflorescencia amarilla de 2 a 3 flores en cada planta su flor dura 3 o hasta 4 semanas, florece en los meses de enero, febrero y marzo, raramente en abril.
Es considerada una especie amenazada por la pérdida de hábitat.